# Lualaba (flod)
Lualabafloden (Kongo: Nzâdi Luâlâmba, Swahili: Mto Lualamba) løber i den østlige del af Den Demokratiske Republik Congo. Den 1.800 km lange flod, er det største tilløb til Congofloden, mens kilden til denne er anerkendt som Chambeshifloden. Dens udspring er i landets yderste sydøstlige hjørne nær Musofi og Lubumbashi i Katanga-provinsen, ved siden af det zambiske kobberbælte.

## Flodens løb
Kilden til Lualaba-floden er på Katanga-plateauet, i en højde af 1.400 moh. Floden løber nordpå for at ende nær Kisangani, hvor floden  med navnet Congofloden officielt begynder. Fra Katanga-plateauet falder denn, med vandfald og strømfald, der udgør nedstigningen, til Manika-plateauet. Efter 72 km går den ned gennem den øvre Upemba-depression (Kamalondo-trough), 457 moh. Nær Nzilo Falls er den opdæmmet for vandkraft ved Nzilodæmningen.
Ved Bukama i Haut-Lomami-distriktet bliver floden sejlbar de næste omkring 640 km, gennem en række sumpede søer i den nedre Upemba-depression, herunder Upemba- og Kisalessøen. Ankoro ligger på den vestlige bred af Lualaba-floden, modsat dens sammenløb med Luvuafloden fra øst. Nogle geografer kalder den kombinerede flod under dette punkt for "Øvre Congo".
Nedenfor Kongolo bliver floden usejlbar, da den kommer ind i den snævre slugt Portes d'Enfer (Helvedes porte). Mellem Kasongo og Kibombo er floden sejlbar de næste  omkring 100 km, før strømfald igen gør det usejlbar mellem Kibombo og Kindu (Port-Empain). Fra Kindu op til Boyoma-vandfaldene ved Ubundu er floden igen sejlbar i mere end 300 kilometer. Boyoma-vandfaldene eller Stanley Falls består af syv katarakter over en strækning på  100 km af floden, mellem Ubundu og Kisangani. Flodens ende er markeret efter den syvende katarakt, nær Kisangani, hvor den bliver til Congofloden.
Lualabafloden er den nordlige og vestlige grænse for Upemba nationalpark og beskytter levesteder på Kibara-plateauet i Katanga-provinsen i den sydøstlige Demokratiske Republik Congo.

### Bifloder
De største bifloder til Lualaba-floden er:
- Ulindifloden
- Luamafloden
- Lukugafloden - afvanderTanganyika-søen .
- Lufirafloden
- Lubudifloden
- Luvuafloden
- Elilafloden
- Lowa
- Kilungutwefloden

### Byer
Byer og byer langs og nær Lualaba-floden omfatter:
- Ankoro - på vestbredden, modsat sammenløbet med Luvua-floden .
- Bukama
- Kabalo
- Kasongo
- Kongolo
- Kisangani - nær den syvende katarakt af Boyoma Falls.
- Ubundu - lige over første katarakt  af Boyoma Falls .

## Historie
Lualabafloden blev engang betragtet som en mulig kilde til Nilen, indtil den opdagelsesrejsende Henry Morton Stanley rejste ned ad den og dokumenterede, at den løb ud i Atlanterhavet. Stanley omtalte navnet ligesom Livingstone. "Havde Livingstone ikke talt om floden ved Nyangwe som Lualaba, ville jeg ikke have nævnt ordet, undtagen som en forvanskning af Waguha af Wenya-udtrykket Lu-al-ow-wa..." :114,135 
Den franske koloniguvernør Pierre Savorgnan de Brazza var også en af dem der udforskede også Lualaba.